# 長崎大学熱帯医学研究所
長崎大学熱帯医学研究所（英語: Institute of Tropical Medicine, Nagasaki University）は、長崎大学の附置研究所で、熱帯医学を専門とする、日本国内唯一の公的機関である。長崎大学坂本キャンパスに所在する。
ケニア、ベトナムにも研究拠点をもつ。

## 概要
1942年（昭和17年）3月に長崎医科大学附属東亜風土病研究所として設立。長崎に設立され、戦後を通じて続いたのは、長崎特有の事情があったとされる。
日中戦争を背景に、中国大陸でコレラ、チフス、赤痢といった風土病の研究が進められた。長崎への原爆投下により、建設中であった研究所施設の竣工は実現しなかった。
にもかかわらず風土病研究所として研究が続けられたのは、長崎県に特有の風土病の多さがあったとされる。長崎県の離島や僻地には古くから、フィラリアなどの寄生虫病、成人T細胞白血病 (ATL) などのウイルス病といった、多くの風土病が存在した。貿易港長崎には19世紀以来の医学伝習所以来の医学の伝統がある。
五島列島でのフィラリア、戦後彦根辺りで流行したマラリア、久留米・山梨などで流行した住血吸虫症の国内での撲滅に、60年代までに他研究機関と協力して成功していった。
60年代に、日本国内では風土病根絶や衛生環境の充実による感染症の減少が進んだため、文部省（当時）内には風研の存在意義に厳しい評価があったという。風研は1964年、京大調査隊に参画して東アフリカに赴くなど、徐々に熱帯感染症の研究に移行していった。これが1967年の熱研発足となり、現在の当研究所の活動の礎となっている。

## 沿革
- 1942年 - 旧制長崎医科大学に附属する東亜風土病研究所として設置される。
- 1945年 - 原爆被災により壊滅。
- 1946年 - 長崎医科大学風土病研究所と改称。
- 1949年 - 新制大学の設置により組織母体が長崎大学となる。
- 1961年 - 現在地に移転。
- 1967年 - 熱帯医学研究所に改称する。
- 1989年 - 全国共同利用型附置研究所に改組される。
- 1997年 - 附属熱帯医学資料室を廃止、附属熱帯病資料情報センターを新設。
- 2001年 - 附属熱帯病資料情報センターを廃止、附属熱帯感染症研究センターを新設。
- 2008年 - 附属熱帯感染症研究センターを廃止、附属アジア・アフリカ感染症研究施設、熱帯医学ミュージアムを新設。
- 2009年 - 共同利用・共同研究拠点「熱帯医学研究拠点」に認定される。

## 組織
- 病原体解析部門
  - ウイルス学分野
  - 新興感染症学分野
  - 細菌学分野
  - 原虫学分野
  - 寄生虫学分野
- 宿主病態解析部門
  - 免疫遺伝学分野
  - 感染生化学分野
  - 病理学分野（栄養ユニット）
- 環境医学部門
  - 生態疫学分野
  - 国際保健学分野
  - 国際健康開発政策学分野
  - 病害動物学分野
- 臨床研究部門
  - 臨床感染症学分野
  - 呼吸器ワクチン疫学分野
  - 小児感染症学分野
- シオノギグローバル感染症連携部門
  - アライアンスコーディネーター（熱研産学連携室）
  - 細胞環境構築学分野
  - 分子感染ダイナミックス解析分野
  - 免疫病態制御学分野
  - 創薬探索研究分野

## 採択事業
21世紀COEプログラム
- 2003年

医学
- 「熱帯病・新興感染症の地球規模制御戦略拠点」

グローバルCOEプログラム
- 2008年

医学
- 「熱帯病・新興感染症の地球規模統合制御戦略」

## 長崎大学熱帯医学ミュージアム
1974年（昭和49年）、研究フィールドで収集した資料の整理・保存・展示を目的とする熱帯医学資料室が設置される。1997年（平成9年）に熱帯病資料情報センター、2001年（平成13年）に熱帯感染症研究センターとなり、2008年（平成20年）に熱帯医学ミュージアムとなり現在に至る。